# Le Glèbe
Le Glèbe (toponimo francese) è stato un comune svizzero del Canton Friburgo, nel distretto della Sarine.

## Storia
Il comune di Le Glèbe è stato istituito il 1º gennaio 2003 con la fusione dei comuni soppressi di Estavayer-le-Gibloux, Rueyres-Saint-Laurent, Villarlod e Villarsel-le-Gibloux; il 1º gennaio 2016 è stato accorpato agli altri comuni soppressi di Corpataux-Magnedens, Farvagny, Rossens e Vuisternens-en-Ogoz per formare il nuovo comune di Gibloux.

## Società

### Evoluzione demografica
L'evoluzione demografica è riportata nella seguente tabella:
Abitanti censiti